# Tusk (음반)
| 전문가 평가                   | 전문가 평가 |
| 평가 점수                     | 평가 점수   |
| 출처                          | 점수        |
| ----------------------------- | ----------- |
| AllMusic                      | [ 5 ]       |
| Blender                       | [ 6 ]       |
| Christgau's Record Guide      | B+          |
| Entertainment Weekly          | B+          |
| Mojo                          | [ 9 ]       |
| Pitchfork                     | 9.2/10      |
| Record Collector              | [ 11 ]      |
| Rolling Stone                 | [ 12 ]      |
| The Rolling Stone Album Guide | [ 13 ]      |
| Uncut                         | [ 14 ]      |

《Tusk》는 1979년 10월 19일, 워너 브라더스 레코드에서 더블 음반으로 발매된 영국과 미국의 록 밴드 플리트우드 맥의 열두 번째 스튜디오 음반이다. 이는 린지 버킹엄의 희박한 작곡 편곡과 포스트펑크의 영향으로 인해 부분적으로 그들의 이전 음반들보다 더 실험적인 것으로 여겨진다. 제작 비용은 처음에 약 100만 달러로 추정되었지만 여러 해 후에 약 140만 달러 (2022년의 564만 달러와 동일)로 밝혀져 그 날까지 기록된 가장 비싼 록 음반이 되었다.
그 밴드는 《Tusk》를 홍보하기 위해 9개월 간의 투어에 착수했다. 그들은 미국, 오스트레일리아, 뉴질랜드, 일본, 프랑스, 벨기에, 독일, 네덜란드, 영국을 포함한 전 세계를 광범위하게 투어했다. 독일에서, 그들은 밥 말리와 청구서를 공유했다. 이 월드 투어에서, 그 밴드는 1980년에 발매된 《Live》 음반의 음악을 녹음했다.
1978년 2월까지 천만 장이 팔린 1977년의 《Rumours》에 비해, 《Tusk》는 400만 장이 팔리며 이 레이블에 의해 상업적 실패로 간주되었다. 2013년 《NME》는 "역사상 가장 위대한 음반 500장" 목록에서 《Tusk》를 445위로 선정했다. 이 음반은 또한 《죽기 전에 꼭 들어야 할 앨범 1001》에 포함되었다.

## 배경
《Tusk》에 들어가서 린지 버킹엄은 《Rumours》와 전혀 다른 것처럼 들리는 음반을 만드는 것에 대해 단호했다. "저에게는, 그 특정한 음반의 범인으로서, 그것은 워너 브라더스 레코드가 우리가 따르고 싶어했을 일종의 비즈니스 모델인 《Rumours 2》와 《Rumours 3》을 하는 공식을 약간 따르는 것을 약화시키는 방식으로 이루어졌습니다." 믹 플리트우드는 일찍이 《Tusk》가 더블 음반이 될 것이라고 결정했다. 그들의 레이블이 음반을 만들기 위해 새로운 스튜디오를 구입하려는 플리트우드의 요청을 거절한 후, 그 밴드는 그들만의 스튜디오 D를 건설하기 위해 그들의 로열티 일부를 사용했다.
커스텀 스튜디오에도 불구하고 워너 브라더스는 여전히 밴드에 녹음 시간을 청구했다. 제작 비용은 《Rumours》보다 훨씬 많은 백만 달러 이상 상승했다. 음반의 제작 비용에 대해 기타리스트 린지 버킹엄은 "《Tusk》를 만드는 동안 우리는 약 10개월 동안 스튜디오에 있었고 20곡의 노래를 얻었습니다. 《Rumours》는 같은 시간이 걸렸습니다. 《Rumours》는 우리가 더 저렴한 스튜디오에 있었기 때문에 비용이 그렇게 많이 들지 않았습니다. 비용이 얼마였는지 부인할 수 없지만, 저는 그것이 맥락에서 벗어났다고 생각합니다."라고 말했다.

## 곡 목록
| #  | 제목                | 작사·작곡     | 리드 보컬      | 재생 시간 |
| -- | ------------------- | ------------- | -------------- | --------- |
| 1. | 〈Over & Over〉     | 크리스틴 맥비 | C. 맥비        | 4:34      |
| 2. | 〈The Ledge〉       | 린지 버킹엄   | 버킹엄         | 2:08      |
| 3. | 〈Think About Me〉  | C. 맥비       | 버킹엄, 버킹엄 | 2:44      |
| 4. | 〈Save Me a Place〉 | 버킹엄        | 버킹엄         | 2:42      |
| 5. | 〈Sara〉            | 스티비 닉스   | 닉스           | 6:22      |

| #  | 제목                                    | 작사·작곡 | 리드 보컬 | 재생 시간 |
| -- | --------------------------------------- | --------- | --------- | --------- |
| 1. | 〈What Makes You Think You're the One〉 | 버킹엄    | 버킹엄    | 3:32      |
| 2. | 〈Storms〉                              | 닉스      | 닉스      | 5:31      |
| 3. | 〈That's All for Everyone〉             | 버킹엄    | 버킹엄    | 3:03      |
| 4. | 〈Not That Funny〉                      | 버킹엄    | 버킹엄    | 3:11      |
| 5. | 〈Sisters of the Moon〉                 | 닉스      | 닉스      | 4:42      |

| #  | 제목                     | 작사·작곡 | 리드 보컬 | 재생 시간 |
| -- | ------------------------ | --------- | --------- | --------- |
| 1. | 〈Angel〉                | 닉스      | 닉스      | 4:54      |
| 2. | 〈That's Enough for Me〉 | 버킹엄    | 버킹엄    | 1:50      |
| 3. | 〈Brown Eyes〉           | C. 맥비   | C. 맥비   | 4:27      |
| 4. | 〈Never Make Me Cry〉    | C. 맥비   | C. 맥비   | 2:18      |
| 5. | 〈I Know I'm Not Wrong〉 | 버킹엄    | 버킹엄    | 3:05      |

| #  | 제목                 | 작사·작곡 | 리드 보컬       | 재생 시간 |
| -- | -------------------- | --------- | --------------- | --------- |
| 1. | 〈Honey Hi〉         | C. 맥비   | C. 맥비         | 2:41      |
| 2. | 〈Beautiful Child〉  | 닉스      | 닉스            | 5:21      |
| 3. | 〈Walk a Thin Line〉 | 버킹엄    | 버킹엄          | 3:46      |
| 4. | 〈Tusk〉             | 버킹엄    | 버킹엄, C. 맥비 | 3:37      |
| 5. | 〈Never Forget〉     | C. 맥비   | C. 맥비         | 3:34      |

## 인증
| 국가                                                  | 인증        | 판매량/출하량 |
| ----------------------------------------------------- | ----------- | ------------- |
| 오스트레일리아 (ARIA)                                 | 3× 플래티넘 | 150,000^      |
| 프랑스 (SNEP)                                         | 골드        | 100,000*      |
| 독일 (BVMI)                                           | 골드        | 300,000       |
| 네덜란드 (NVPI)                                       | 플래티넘    | 100,000^      |
| 뉴질랜드 (RMNZ)                                       | 플래티넘    | 15,000^       |
| 영국 (BPI)                                            | 플래티넘    | 300,000^      |
| 미국 (RIAA)                                           | 2× 플래티넘 | 2,000,000^    |
| 요약                                                  |             |               |
| 전 세계                                               | —           | 4,000,000     |
| *판매량을 기반으로 한 인증 ^출하량을 기반으로 한 인증 |             |               |